# 水母棘胎鳚
水母棘胎鳚（學名：Acanthemblemaria medusa），為輻鰭魚綱鳚形目煙管鳚科棘胎鳚屬的一種，分布於中西大西洋安圭拉至南美洲北部海域，本魚體延長、頭短鈍，從吻部到眼後稍處有短而尖的刺，眼後有2簇，每簇3-5根刺，每根刺上覆蓋著長乳狀突起，觸鬚有2-3個尖端，位於鼻孔上、眼上方，口腔頂部側面有兩排發育良好的牙齒，身體呈棕色，背鰭基部和中側有淡淡的斑點，眼睛後面有一個瞳孔大小的黑點，通常其下方有一個蒼白的區域，下頰、喉嚨和胸肌基部有密集的小白色斑點，背鰭前半部分褐色，邊緣淺色，第2-4根硬棘之間有一深色斑點，背鰭硬棘21-23枚、背鰭軟條15-17枚、臀鰭硬棘2枚、臀鰭軟條25-27枚，體長可達4公分，棲息在水淺的珊瑚礁及礁石區，通常躲在空藤壺殼或管蟲空巢穴，以小型無脊椎動物為食，雌魚產附著性卵，由雄魚守護魚卵，生活習性不明。